# Young & Hungry/Episodenliste
Diese Episodenliste enthält alle Episoden der US-amerikanischen Comedyserie Young & Hungry, sortiert nach der US-amerikanischen Erstausstrahlung. Die Fernsehserie umfasst derzeit fünf Staffeln mit 71 Episoden.

## Übersicht
| Staffel | Episodenanzahl | Erstausstrahlung USA | Erstausstrahlung USA | Deutschsprachige Erstausstrahlung | Deutschsprachige Erstausstrahlung |
| Staffel | Episodenanzahl | Staffelpremiere      | Staffelfinale        | Staffelpremiere                   | Staffelfinale                     |
| ------- | -------------- | -------------------- | -------------------- | --------------------------------- | --------------------------------- |
| 1       | 10             | 25. Juni 2014        | 27. August 2014      | —                                 | —                                 |
| 2       | 21             | 25. März 2015        | 24. November 2015    | —                                 | —                                 |
| 3       | 10             | 3. Februar 2016      | 6. April 2016        | —                                 | —                                 |
| 4       | 10             | 1. Juni 2016         | 3. August 2016       | —                                 | —                                 |
| 5       | 20             | 13. März 2017        | 25. Juli 2018        | —                                 | —                                 |

## Staffel 1
Die Erstausstrahlung der ersten Staffel war vom 25. Juni bis zum 27. August 2014 auf dem US-amerikanischen Kabelsender ABC Family zu sehen. Eine deutschsprachige Erstausstrahlung wurde bisher noch nicht gesendet.
| Nr. (ges.) | Nr. (St.) | Deutscher Titel | Originaltitel                          | Erstausstrahlung USA | Deutschsprachige Erstausstrahlung (—) | Regie             | Drehbuch                    | Quoten (USA) |
| ---------- | --------- | --------------- | -------------------------------------- | -------------------- | ------------------------------------- | ----------------- | --------------------------- | ------------ |
| 1          | 1         | —               | Pilot                                  | 25. Juni 2014        | —                                     | Andy Cadiff       | David Holden                | 1,09 Mio.    |
| 2          | 2         | —               | Young & Ringless                       | 2. Juli 2014         | —                                     | Phill Lewis       | David Holden                | 0,77 Mio.    |
| 3          | 3         | —               | Young & Lesbian                        | 9. Juli 2014         | —                                     | Arlene Sanford    | Jenny Lee                   | 0,91 Mio.    |
| 4          | 4         | —               | Young & Pregnant                       | 16. Juli 2014        | —                                     | Robbie Countryman | Andrea Abbate               | 0,90 Mio.    |
| 5          | 5         | —               | Young & Younger                        | 23. Juli 2014        | —                                     | Andy Cadiff       | Caryn Lucas                 | 0,77 Mio.    |
| 6          | 6         | —               | Young & Punchy                         | 30. Juli 2014        | —                                     | Andy Cadiff       | Michael Dow & Devon Kelly   | 0,93 Mio.    |
| 7          | 7         | —               | Young & Secret                         | 6. Aug. 2014         | —                                     | Andy Cadiff       | Ali Schouten & Ryan Shankel | 0,85 Mio.    |
| 8          | 8         | —               | Young & Car-less                       | 13. Aug. 2014        | —                                     | Phill Lewis       | Lucas Brown Eyes            | 0,89 Mio.    |
| 9          | 9         | —               | Young & Getting Played                 | 20. Aug. 2014        | —                                     | Anthony Rich      | Ali Schouten & Ryan Shankel | 0,85 Mio.    |
| 10         | 10        | —               | Young & Thirty (…and getting married!) | 27. Aug. 2014        | —                                     | Phill Lewis       | David Holden                | 1,02 Mio.    |

## Staffel 2
Die Erstausstrahlung der zweiten Staffel war vom 25. März bis zum 14. Oktober 2015 auf dem US-amerikanischen Kabelsender ABC Family zu sehen. Eine deutschsprachige Erstausstrahlung wurde bisher noch nicht gesendet.
| Nr. (ges.) | Nr. (St.) | Deutscher Titel | Originaltitel                         | Erstausstrahlung USA | Deutschsprachige Erstausstrahlung (—) | Regie           | Drehbuch                                      | Quoten (USA) |
| ---------- | --------- | --------------- | ------------------------------------- | -------------------- | ------------------------------------- | --------------- | --------------------------------------------- | ------------ |
| 11         | 1         | —               | Young & Too Late                      | 25. März 2015        | —                                     | Anthony Rich    | Caryn Lucas                                   | 0,77 Mio.    |
| 12         | 2         | —               | Young & Cookin                        | 1. Apr. 2015         | —                                     | Andy Cadiff     | Jenny Lee                                     | 0,73 Mio.    |
| 13         | 3         | —               | Young & Munchies                      | 8. Apr. 2015         | —                                     | Katy Gerretson  | David Holden                                  | 0,76 Mio.    |
| 14         | 4         | —               | Young & Old                           | 15. Apr. 2015        | —                                     | Michael J. Shea | Andrea Abbate                                 | 0,68 Mio.    |
| 15         | 5         | —               | Young & First Time                    | 22. Apr. 2015        | —                                     | Linda Mendoza   | Michael Dow & Devon Kelly                     | 0,77 Mio.    |
| 16         | 6         | —               | Young & Moving                        | 29. Apr. 2015        | —                                     | Joe Nussbaum    | Jonathan Schmock                              | 0,60 Mio.    |
| 17         | 7         | —               | Young & Ferris Wheel                  | 6. Mai 2015          | —                                     | Katy Garretson  | Jenny Lee                                     | 0,57 Mio.    |
| 18         | 8         | —               | Young & Sandwich                      | 13. Mai 2015         | —                                     | Jean Segal      | Cindy Appel                                   | 0,59 Mio.    |
| 19         | 9         | —               | Young & Pretty Woman                  | 20. Mai 2015         | —                                     | Andy Cadiff     | Caryn Lucas                                   | 0,97 Mio.    |
| 20         | 10        | —               | Young & Part Two                      | 27. Mai 2015         | —                                     | Alfonso Ribeiro | David Holden                                  | 0,93 Mio.    |
| 21         | 11        | —               | Young & How Gabi Got Her Job Back     | 19. Aug. 2015        | —                                     | Katy Garretson  | Devon Kelly & Mike Dow                        | 0,85 Mio.    |
| 22         | 12        | —               | Young & Back to Normal                | 26. Aug. 2015        | —                                     | Katy Garretson  | Ali Schouten & Ryan Shankel                   | 0,60 Mio.    |
| 23         | 13        | —               | Young & Unemployed                    | 2. Sep. 2015         | —                                     | Andy Cadiff     | Andrea Abbate                                 | 0,71 Mio.    |
| 24         | 14        | —               | Young & Oh Brother                    | 9. Sep. 2015         | —                                     | Andy Cadiff     | Lucas Brown Eyes                              | 0,76 Mio.    |
| 25         | 15        | —               | Young & Earthquake                    | 16. Sep. 2015        | —                                     | Andy Cadiff     | David Holden                                  | 0,60 Mio.    |
| 26         | 16        | —               | Young & How Sofia Got Her Groove Back | 23. Sep. 2015        | —                                     | Andy Cadiff     | Ryan Shankel, Ali Schouten & Lucas Brown Eyes | 0,81 Mio.    |
| 27         | 17        | —               | Young & Trashy                        | 23. Sep. 2015        | —                                     | Phill Lewis     | Diana Snyder                                  | 0,68 Mio.    |
| 28         | 18        | —               | Young & Doppelganger                  | 30. Sep. 2015        | —                                     | Andy Cadiff     | Peter Marc Jacobson                           | 0,78 Mio.    |
| 29         | 19        | —               | Young & Younger Brother (1)           | 14. Okt. 2015        | —                                     | Andy Cadiff     | Caryn Lucas                                   | 0,63 Mio.    |
| 30         | 20        | —               | Young & Younger Brother (2)           | 14. Okt. 2015        | —                                     | Andy Cadiff     | David Holden                                  | 0,55 Mio.    |
| 31         | 21        | —               | Young & Christmas                     | 24. Nov. 2015        | —                                     | Katy Garretson  | Cindy Appel                                   | 0,55 Mio.    |

## Staffel 3
Die Erstausstrahlung der dritten Staffel war vom 3. Februar 2016 bis zum 6. April 2016 auf dem US-amerikanischen Kabelsender Freeform zu sehen. Eine deutschsprachige Erstausstrahlung wurde bisher noch nicht gesendet.
| Nr. (ges.) | Nr. (St.) | Deutscher Titel | Originaltitel           | Erstausstrahlung USA | Deutschsprachige Erstausstrahlung (—) | Regie       | Drehbuch                    | Quoten (USA) |
| ---------- | --------- | --------------- | ----------------------- | -------------------- | ------------------------------------- | ----------- | --------------------------- | ------------ |
| 32         | 1         | —               | Young & The Next Day    | 3. Feb. 2016         | —                                     | Andy Cadiff | Caryn Lucas                 | 0,65 Mio.    |
| 33         | 2         | —               | Young & Coachella       | 10. Feb. 2016        | —                                     | Andy Cadiff | David Holden                | 0,53 Mio.    |
| 34         | 3         | —               | Young & First Date      | 17. Feb. 2016        | —                                     | Andy Cadiff | Jenny Lee                   | 0,61 Mio.    |
| 35         | 4         | —               | Young & Parents         | 24. Feb. 2016        | —                                     | Andy Cadiff | Devon Kelly & Mike Dow      | 0,62 Mio.    |
| 36         | 5         | —               | Young & Therapy         | 2. März 2016         | —                                     | Andy Cadiff | Andrea Abbate               | 0,44 Mio.    |
| 37         | 6         | —               | Young & Rachael Ray     | 9. März 2016         | —                                     | Andy Cadiff | Ali Schouten & Ryan Shankel | 0,53 Mio.    |
| 38         | 7         | —               | Young & Rob’d           | 16. März 2016        | —                                     | Andy Cadiff | Lucas Brown Eyes            | 0,52 Mio.    |
| 39         | 8         | —               | Young & Clippy          | 23. März 2016        | —                                     | Andy Cadiff | Lucas Brown Eyes            | 0,45 Mio.    |
| 40         | 9         | —               | Young & Lottery         | 30. März 2016        | —                                     | Andy Cadiff | Diana Snyder                | 0,49 Mio.    |
| 41         | 10        | —               | Young & No More Therapy | 6. Apr. 2016         | —                                     | Andy Cadiff | Diana Snyder                | 0,54 Mio.    |

## Staffel 4
Im März 2016 verlängerte der Kabelsender Freeform die Serie um eine vierte Staffel, die vom 1. Juni 2016 bis zum 3. August 2016 auf dem US-amerikanischen Kabelsender Freeform ausgestrahlt wurde. Eine deutschsprachige Erstausstrahlung wurde bisher noch nicht gesendet.
| Nr. (ges.) | Nr. (St.) | Deutscher Titel | Originaltitel     | Erstausstrahlung USA | Deutschsprachige Erstausstrahlung (—) | Regie       | Drehbuch                 | Quoten (USA) |
| ---------- | --------- | --------------- | ----------------- | -------------------- | ------------------------------------- | ----------- | ------------------------ | ------------ |
| 42         | 1         | —               | Young & Hawaii    | 1. Juni 2016         | —                                     | Andy Cadiff | Caryn Lucas              | 0,53 Mio.    |
| 43         | 2         | —               | Young & Hurricane | 8. Juni 2016         | —                                     | Andy Cadiff | Devon Kelly & Mike Dow   | 0,56 Mio.    |
| 44         | 3         | —               | Young & Fried     | 15. Juni 2016        | —                                     | Phill Lewis | Jenny Lee                | 0,65 Mio.    |
| 45         | 4         | —               | Young & Piggy     | 22. Juni 2016        | —                                     | Phill Lewis | Ryan Shankel             | 0,63 Mio.    |
| 46         | 5         | —               | Young & Fostered  | 29. Juni 2016        | —                                     | Andy Cadiff | Andrea Abbate            | 0,52 Mio.    |
| 47         | 6         | —               | Young & Assistant | 6. Juli 2016         | —                                     | Andy Cadiff | Ryan Shankel             | 0,56 Mio.    |
| 48         | 7         | —               | Young & Bowling   | 13. Juli 2016        | —                                     | Andy Cadiff | David Holden             | 0,57 Mio.    |
| 49         | 8         | —               | Young & Sofia     | 20. Juli 2016        | —                                     | Andy Cadiff | David Holden             | 0,44 Mio.    |
| 50         | 9         | —               | Young & Matched   | 27. Juli 2016        | —                                     | Andy Cadiff | Emily Ann Brandstetter   | 0,51 Mio.    |
| 51         | 10        | —               | Young & Screwed   | 3. Aug. 2016         | —                                     | Andy Cadiff | Gina Gold & Aurorae Khoo | 0,53 Mio.    |

## Staffel 5
Am 24. Oktober 2016 gab Emily Osment auf Twitter bekannt, dass die Serie um eine fünfte Staffel verlängert wurde. Die fünfte Staffel umfasst insgesamt 20 Episoden. Die Ausstrahlung der ersten zehn Episoden erfolgte vom 13. März 2017 bis zum 22. Mai 2017. Die zweite Hälfte der Staffel soll 2018 ausgestrahlt werden. Eine deutschsprachige Erstausstrahlung wurde bisher noch nicht gesendet.
| Nr. (ges.) | Nr. (St.) | Deutscher Titel | Originaltitel           | Erstausstrahlung USA | Deutschsprachige Erstausstrahlung (—) | Regie       | Drehbuch                   | Quoten (USA) |
| ---------- | --------- | --------------- | ----------------------- | -------------------- | ------------------------------------- | ----------- | -------------------------- | ------------ |
| 52         | 1         | —               | Young & Punch Card      | 13. März 2017        | —                                     | Andy Cadiff | David Holden               | 0,49 Mio.    |
| 53         | 2         | —               | Young & Valentine's Day | 20. März 2017        | —                                     | Andy Cadiff | Rachel Sweet               | 0,36 Mio.    |
| 54         | 3         | —               | Young & Kiki            | 27. März 2017        | —                                     | Andy Cadiff | Lucas Brown Eyes           | 0,43 Mio.    |
| 55         | 4         | —               | Young & Josh's Dad      | 3. Apr. 2017         | —                                     | Andy Cadiff | Caryn Lucas                | 0,43 Mio.    |
| 56         | 5         | —               | Young & Softball        | 10. Apr. 2017        | —                                     | Andy Cadiff | Mike Dow                   | 0,37 Mio.    |
| 57         | 6         | —               | Young & Couchy          | 24. Apr. 2017        | —                                     | Andy Cadiff | Andrea Abate               | 0,33 Mio.    |
| 58         | 7         | —               | Young & Bridesmaids     | 1. Mai 2017          | —                                     | Andy Cadiff | Diana Snyder               | 0,42 Mio.    |
| 59         | 8         | —               | Young & Vegas Baby      | 8. Mai 2017          | —                                     | Andy Cadiff | Joshua Corey & Brian Kratz | 0,42 Mio.    |
| 60         | 9         | —               | Young & Hold            | 15. Mai 2017         | —                                     | Andy Cadiff | Caryn Lucas                | 0,37 Mio.    |
| 61         | 10        | —               | Young & Amnesia         | 22. Mai 2017         | —                                     | Andy Cadiff | David Holden               | 0,55 Mio.    |